# Syzeuctus senegalensis
Syzeuctus senegalensis là một loài tò vò trong họ Ichneumonidae.